# バレーボールポーランド女子代表

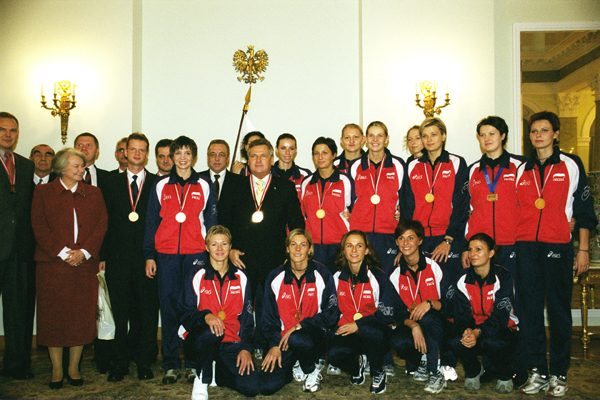
ポーランド女子代表

バレーボールポーランド女子代表（バレーボールポーランドじょしだいひょう、ポーランド語: Reprezentacja Polski w piłce siatkowej kobiet）は、バレーボールの国際大会で編成されるポーランドの女子バレーボールナショナルチームである。

## 歴史
1947年に国際バレーボール連盟へ加盟。同年ポーランド女子ナショナルチームが編成された。初めて出場した国際試合はチェコスロバキアに1-3で敗れたが、すぐに強豪国の仲間入りをし、1950年代から1960年代にかけてオリンピックで2大会連続銅メダル、世界選手権で3度メダルを獲得した。
1970年以降はメダルからは遠ざかっていたが、2003年欧州選手権で優勝するとその年に開催されたワールドカップではマウゴジャータ・グリンカが活躍し大会MIPを獲得した。2004年のアテネ五輪へは出場できなかったが、ワールドグランプリに初出場した。続く2005年欧州選手権で2連覇を達成した。この結果から同年11月のワールドグランドチャンピオンズカップにヨーロッパ大陸代表として出場し、4位となる。しかし、2006年のワールドグランプリで最下位に終わり、ニエムチック監督が退き、同年の世界選手権には当時のコーチが監督として指揮を渡り15位タイに終わった。
2007年、イタリアを2002年世界選手権優勝に導いたマルコ・ボニッタが代表監督に就任。2007年ワールドグランプリでは予選ラウンドで日本、イタリア、ロシアなどの強豪を降し決勝ラウンドに進出、大会を6位で終えた。欧州選手権は4位に終わったがFIVBのワールドカードに指名され、2007年ワールドカップに出場した。
2008年1月の北京オリンピック欧州予選ではロシアに敗れ2位に終わったものの、同年5月の世界最終予選の切符を取得。5月24日のセルビア戦でフルセットの末に勝利し、40年ぶりのオリンピック出場を果した。同年8月の北京五輪には予選ラウンドでアメリカ、日本とフルセットの激闘を演じるも敗戦し9位で同大会を終えた。
2009年からマトラク監督が就任し、同年のトリノ国際で優勝、ヨーロッパ選手権を地元開催し銅メダルに輝いた。また、2010年のワールドグランプリで予選ラウンドを7勝2敗の3位の成績で3年ぶりに決勝ラウンドへ進出した。決勝ラウンドでは日本に勝利するも6位となった。同年の世界選手権には1次ラウンドで日本、セルビアに敗れて3位通過、2次ラウンドから調子を上げ最終戦で中国を破り9位となった。
2011年以降は主力選手が揃わず苦戦を強いられる。同年ヨーロッパ選手権で5位とメダルに届かず、ロンドンオリンピックへは大陸予選で敗退し、出場権を逃した。

## 過去の成績

### オリンピックの成績
| - 1964年 - 銅メダル - 1968年 - 銅メダル - 1972年 - 不参加 - 1976年 - 不参加 - 1980年 - 不参加 - 1984年 - 不参加 | - 1988年 - 不参加 - 1992年 - 不参加 - 1996年 - 不参加 - 2000年 - 不参加 - 2004年 - 欧州予選敗退 - 2008年 - 9位 - 2012年 - 欧州予選敗退 | - 2016年 - 欧州予選敗退 - 2020年 - 欧州予選敗退 |

### 世界選手権の成績
| - 1952年 - 銀メダル - 1956年 - 銅メダル - 1960年 - 4位 - 1962年 - 銅メダル - 1967年 - 不参加 - 1970年 - 9位 | - 1974年 - 9位 - 1978年 - 11位 - 1982年 - 不参加 - 1986年 - 不参加 - 1990年 - 不参加 - 1994年 - 不参加 | - 1998年 - 欧州予選敗退 - 2002年 - 13位 - 2006年 - 15位 - 2010年 - 9位 - 2014年 - 不参加 - 2018年 - 不参加 - 2022年 - 7位 |  |

### ワールドカップの成績
1973年から1999年まで不参加。
- 2003年 - 8位
- 2007年 - 6位
- 2011年 - 不出場
- 2015年 - 不出場
- 2019年 - 不出場

### 欧州選手権の成績
| - 1949年 - 3位 - 1950年 - 準優勝 - 1951年 - 準優勝 - 1955年 - 3位 - 1958年 - 3位 - 1963年 - 準優勝 - 1967年 - 準優勝 - 1971年 - 3位 - 1975年 - 6位 - 1977年 - 4位 | - 1979年 - 8位 - 1981年 - 5位 - 1983年 - 9位 - 1985年 - 7位 - 1987年 - 11位 - 1989年 - 9位 - 1991年 - 10位 - 1995年 - 9位 - 1997年 - 8位 - 1999年 - 6位 | - 2001年 - 6位 - 2003年 - 優勝 - 2005年 - 優勝 - 2007年 - 4位 - 2009年 - 3位 - 2011年 - 5位 - 2013年 - 11位 - 2015年 - 8位 - 2017年 - 10位 - 2019年 - 4位 - 2021年 - 5位 - 2023年 - 5位 |

## 現在の代表
2018年FIVBバレーボールネーションズリーグに登録されたメンバー。
| 監督 | ヤツェク・ナブロツキ                       | ヤツェク・ナブロツキ | ヤツェク・ナブロツキ | ヤツェク・ナブロツキ           | ヤツェク・ナブロツキ | ヤツェク・ナブロツキ |
| No.  | 選手名                                     | シャツネーム         | 身長                 | 所属                           | P                    | 備考                 |
| 1    | ユリア・ノビツカ                           | Nowicka              | 174                  | BKS Profi Credit Bielsko Biala | S                    |                      |
| 2    | ガブリエラ・ポランスカ                     | Polanska             | 202                  | Grot Budowlani Lodz            | MB                   |                      |
| 3    | クラウディア・アラギェルスカ               | Alagierska           | 190                  | Legionovia Legionowo           | MB                   |                      |
| 4    | マルレナ・プレシニェロビッチ               | Plesnierowicz        | 176                  | BKS Profi Credit Bielsko Biala | S                    |                      |
| 5    | アグニェシュカ・コンコレフスカ             | Kakolewska           | 197                  | Grot Budowlani Lodz            | MB                   | キャプテン           |
| 6    | ユスティナ・ウカシク                       | Lukasik              | 187                  | Trefl Proxima Krakow           | MB                   |                      |
| 7    | エミリア・ムハ                             | Mucha                | 186                  | BKS Profi Credit Bielsko Biala | WS                   |                      |
| 8    | マリア・ステンゼル                         | Stenzel              | 168                  | Impel Wroclaw                  | L                    |                      |
| 9    | オリビア・ロジャンスキ                     | Rozanski             | 185                  | BKS Profi Credit Bielsko Biala | WS                   |                      |
| 10   | スザンナ・エフィミエンコ＝ムウォトコフスカ | Efimienko            | 197                  | LKS Commercecon Lodz           | MB                   |                      |
| 12   | モニカ・ボチェク                           | Bociek               | 185                  | PolskiCukier Muszynianka Muszy | OP                   |                      |
| 13   | アガタ・ビトコフスカ                       | Witkowska            | 170                  | Grot Budowlani Lodz            | L                    |                      |
| 14   | マルティナ・ウカシク                       | Lukasik              | 189                  | Trefl Proxima Krakow           | OP                   |                      |
| 15   | マルティナ・グライベル                     | Grajber              | 180                  | Grot Budowlani Lodz            | WS                   |                      |
| 16   | ナタリア・メンジク                         | Medrzyk              | 183                  | Chemik Police                  | WS                   |                      |
| 17   | マルビナ・スマジェク                       | Smarzek              | 191                  | Chemik Police                  | OP                   |                      |
| 18   | アリツィア・グラブカ                       | Grabka               | 178                  | Legionovia Legionowo           | S                    |                      |
| 20   | オリビア・バウク                           | Baluk                | 175                  | PSPS Chemik Police             | WS                   |                      |
| 22   | ナタリア・ムレク                           | Murek                | 180                  | Impel Wroclaw                  | WS                   |                      |
| 23   | ユリア・トワルドフスカ                     | Twardowska           | 185                  | Grot Budowlani Lodz            | WS                   |                      |
| 26   | ベロニカ・ボウォドコ                       | Wolodko              | 180                  | Impel Wroclaw                  | S                    |                      |

## 歴代代表選手
| - マグダレナ・シリバ - ドロタ・シフィニェビッチ - ドミニカ・レスニェビッチ - マウゴジャータ・グリンカ - カタジナ・スコブロニスカ - アレクサンドラ・ヤゲーロ - ミレナ・ロスネル - エレオノーラ・ジェキェビッチ - カミラ・フラトチャク - アンナ・ヴェルブリンスカ（旧姓：バランスカ） - アガタ・ムロズ - マリオラ・ゼニク - アニエスカ・ベドナレク - スザンナ・エフィミエンコ＝ムウォトコフスカ - ガブリエラ・ポランスカ - アンナ・ポドレッツ - イザベラ・ベルチク - ヨアンナ・ミレツ - シルビア・ピチャ - ナタリア・バンベル - マリア・リクトラス - カタジナ・スコルパ | - パウリナ・マイ - カタジナ・ガイガウ - ミレナ・ラデツカ（旧姓:サドレク） - ヨアンナ・カチョル - カロリナ・コセク - ベレニカ・オクニェフスカ - ドロタ・メディンスカ - カタジナ・ポウェチ - マヤ・トカルスカ - ヨアンナ・ボロシュ - イザベラ・コバリンスカ - カタジナ・ザロスリンスカ - アガタ・サビツカ - クラウディア・カチョロフスカ - カタジナ・ベネルスカ - アグニェシュカ・コンコレフスカ - マグダレナ・ユルチク - マルヴィナ・スマジェク - マグダレナ・スティシャク - スザンナ・ゴレツカ - アレクサンドラ・グリカ |